# حزقيال كارلوس مارينو
حزقيال كارلوس مارينو (بالإسبانية: Juan Carlos Marino)‏ هو سياسي أرجنتيني، ولد في 23 أكتوبر 1963 في الأرجنتين. حزبياً، نشط في الاتحاد المدني الراديكالي. وقد انتخب عضو مجلس الشيوخ الأرجنتيني عن دائرة لا بامبا وقد انضم خلال فترته النيابية (10 ديسمبر 2015 – 9 ديسمبر 2021) للكتلة البرلمانية كامبيموس ‏ وانتخب عضو مجلس الشيوخ الأرجنتيني عن دائرة لا بامبا.